# 丹清河乡
丹清河乡，是中华人民共和国河北省张家口康保县下辖的一个乡镇级行政单位。

## 行政区划
丹清河乡下辖以下地区：
丹清河村、小兰城子村、郝车倌村、平原村、袁家营村、陈小铺村、梁家营村、后十八顷村、芦家村、阎活营村、赵喜营村、阿明代村、李占地村、郭油坊村、后两面井村、袁顺恒村、耘牧公司村、新庙子村、苏计房村、三义公司村和东坡村。